# Säfsnäs distrikt
Säfsnäs distrikt är ett distrikt i Ludvika kommun och Dalarnas län. Distriktet ligger omkring Fredriksberg i södra Dalarna och gränsar till Värmland och Västmanland.

## Tidigare administrativ tillhörighet
Distriktet inrättades 2016 och utgörs av socken Säfsnäs i Ludvika kommun.
Området motsvarar den omfattning Säfsnäs församling hade 1999/2000. 

## Tätorter och småorter
I Säfsnäs distrikt finns en tätort men inga småorter.

### Tätorter
- Fredriksberg